# 赖斯·格默尔
赖斯·格默尔（英語：Rice Gemmell，1896年3月4日—1972年5月10日），生于墨尔本，澳大利亚前男子网球运动员。他曾获得澳大利亚网球公开赛男子单打冠军、男子双打冠军。